# Ciclo dell'Impero
Il Ciclo dell'Impero è una serie composta da tre romanzi di fantascienza scritti da Isaac Asimov tra il 1950 e il 1952. In ordine di composizione, i tre romanzi sono:
- Paria dei cieli (Pebble in the Sky, 1950)
- Il tiranno dei mondi (The Stars, Like Dust, 1951), conosciuto anche come Stelle come polvere
- Le correnti dello spazio (The Currents of Space, 1952)

I tre romanzi sono ambientati nello stesso futuro del ciclo della Fondazione, la cui trilogia originale era stata pubblicata in forma di racconti tra il 1942 e il 1950. I due cicli sono connessi solo debolmente l'uno all'altro, così come i romanzi sono completamente indipendenti l'uno dall'altro; il legame è dato da alcuni dettagli, come l'idea di un Impero Galattico, il pianeta Trantor, la radioattività della Terra e alcune tecnologie, come ad esempio i "balzi iperspaziali", le "fruste neuroniche" e il "Visisonor", un particolare strumento musicale che appare sia nel Tiranno dei mondi che nella seconda parte di Il crollo della Galassia centrale.
Successivamente, Asimov stabilì una connessione anche tra questi romanzi e il cosiddetto ciclo dei Robot: in particolare in I Robot e l'Impero (Robots and Empire) spiega l'origine della radioattività della Terra, rinnegando la spiegazione della guerra nucleare che era stata fornita in Paria dei cieli e che Biron Farril chiarisce bene in Il tiranno dei mondi.
Le bombe nucleari avevano devastato la superficie della Terra.

La maggior parte del pianeta era diventata radioattiva.»
Nella prefazione di Preludio alla Fondazione, lo stesso Asimov indicava come ordine cronologico interno la sequenza Le correnti dello spazio - Il tiranno dei mondi - Paria dei cieli: mentre quest'ultimo è sicuramente quello ambientato più nel futuro (in esso è presente l'Impero Galattico, che negli altri romanzi non si è ancora formato), l'ordine degli altri due è stato contestato sulla base di diversi elementi: nel Tiranno dei mondi la Terra è riconosciuta come culla dell'umanità, mentre nelle Correnti dello spazio tale nozione si è persa; settecento anni prima del Tiranno dei mondi i mondi colonizzati sono circa 1100, mentre al tempo delle Correnti dello spazio i mondi sono un milione, metà dei quali sono sotto il controllo di Trantor, che cinquecento anni prima controllava 500 pianeti; lo stesso dominio di Trantor è descritto, nelle Correnti dello spazio, vicino ad una fase "imperiale".

## Edizioni italiane
- Isaac Asimov, Le correnti dello spazio; Il Tiranno dei mondi; Paria dei cieli, collana I Massimi della Fantascienza, Milano, Arnoldo Mondadori, 1990,  p. 441, ISBN 8804339128.
- Isaac Asimov, Ciclo dell'impero, collana Oscar fantastica, Milano, Mondadori, 2020,  pp. 715, ISBN 9788804736417.